# Bernard Molkenboer
Bernardus Constant Molkenboer, in combinatie met zijn kloosternaam Hilarius bekend als pater B.H. Molkenboer O.P. (Leeuwarden, 10 december 1879 - Nijmegen, 30 juli 1948), was een Nederlands dominicaan en letterkundige, die bekendheid genoot als een groot Vondelkenner.

## Biografie
Molkenboer werd in 1879 geboren als zesde zoon van beeldhouwer en tekenaar Willem Molkenboer en zijn vrouw Marie Derkinderen, zus van kunstenaar Antoon Derkinderen. Hij was een broer van de kunstenaars Theo, Antoon en Phemia Molkenboer. Bernard Molkenboer kreeg onderwijs in het bisschoppelijk seminarie Hageveld bij Heemstede, waar hij zich al uitgebreid met Vondel bezighield. Toen hij achttien was, sloot hij zich aan bij de dominicanen. Hij verhuisde naar het Dominicus College in Nijmegen en voltooide als frater Hilarius zijn noviciaat in het klooster van Huissen. Medio augustus 1906 werd Molkenboer tot priester gewijd.
In 1909 ging Molkenboer naar Rome om er kunstgeschiedenis te studeren. In 1911 verkreeg hij een aanstelling als professor theologia dogmatica in het klooster van Huissen en in 1923 volgde een aanstelling aan de Katholieke Universiteit Nijmegen, als lector in de Nederlandse letterkunde. Hij nam zijn intrek in het dominicaner klooster Albertinum. In 1933 werd hij aan de universiteit benoemd tot buitengewoon hoogleraar en zijn inaugurele rede droeg de titel Het rhythme van de Vondelwaardeering.
Na het uitbreken van de Tweede Wereldoorlog kwam zijn wetenschappelijke werk al snel stil te liggen en Molkenboer wijdde zich aan de omvangrijke Vondelbiografie die hij in gedachten had. Uiteindelijk werd van de zes delen die hij in gedachten had, er slechts één voltooid en postuum gepubliceerd: het 668 pagina's tellende De jonge Vondel. Molkenboer moest tijdens de oorlog een paar maal verhuizen en op 18 september 1944 moest hij halsoverkop zijn huis uit vanwege gevechtshandelingen in de buurt. Vanuit de Ooijpolder moest hij toezien hoe zijn huis in vlammen opging, met daarin al zijn wetenschappelijk werk en zijn enorme Vondelbibliotheek. Hoewel hij daarna nog trachtte de draad weer op te pikken, getuige het boekje Mijn Vondelbiografie & de oorlog dat hij in 1945 publiceerde, moet hij een gebroken man zijn geweest vanwege het verlies van zijn werk en collectie. Molkenboer overleed in 1948.

## Erkenning
Over Molkenboer werd gezegd dat hij "Vondel ademde en zweette" en studenten van hem moeten geroepen hebben: "Nooit molk ’n boer een koe zo goed/ Als Molkenboer het Vondel doet". Vanaf de jaren twintig gold hij als een groot Vondelkenner en in 1937 kreeg Molkenboer een eredoctoraat van de Universiteit van Amsterdam.

## Werken
Molkenboer wijdde een groot aantal publicaties aan Vondel, niet in de laatste plaats in het door hem in 1930 opgerichte tijdschrift Vondelkroniek. Op last van de Duitse bezetter werd de publicatie daarvan in 1942 gestaakt, uit een oogpunt van papierschaarste, hetgeen Molkenboer "een leugen" noemde. Tot de boeken van Molkenboer behoren:
- 1913 - Vondelschetsen
- 1934 - Bilderdijk over Vondel
- 1950 - De jonge Vondel

## Varia
Albert Helman en Albert Kuyle schreven eind 1925, begin 1926 enkele Critische quatrijnen, in quasi-oud-Nederlands gestelde gedichten waarin ze bekende katholieken op de hak namen. Eén daarvan was Bernard Molkenboer, die er toen al om bekendstond dat hij Vondel vooral als een voorbeeldig katholiek wilde portretteren.